# Grüne Nister
Die Grüne Nister (auch Bach von der Ebenhöhe) ist ein rechter Zufluss der Kleinen Nister an der Gemeindegrenze von Lautzenbrücken (Verbandsgemeinde Bad Marienberg, Westerwaldkreis) und Nisterberg (Verbandsgemeinde Daaden-Herdorf, Landkreis Altenkirchen).

## Verlauf
Die Grüne Nister entspringt etwa 1 km nordöstlich von Nisterberg in dessen Gemeindegebiet etwa 2 km südwestlich der Quelle der Kleinen Nister an der Anhöhe Ebenhöhe (555 m). Von hier fließt sie stetig nach Südwesten und durch den Ort Nisterberg. Im südwestlichen Gemeindegebiet an der Grenze zu Lautzenbrücken fließt die Grüne Nister der Kleinen Nister als rechter Zufluss bei.

## Bilder

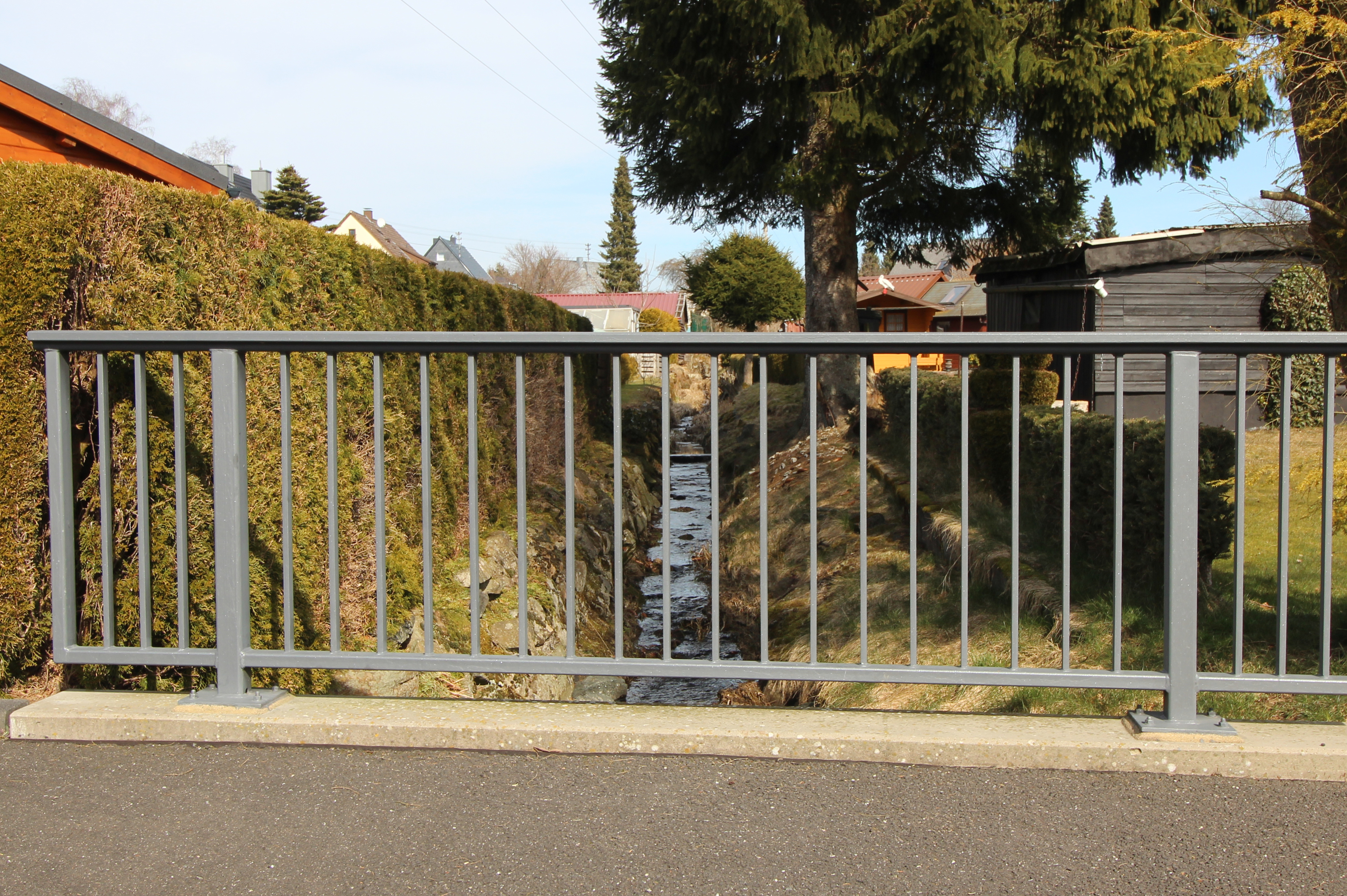
Die Grüne Nister in Nisterberg
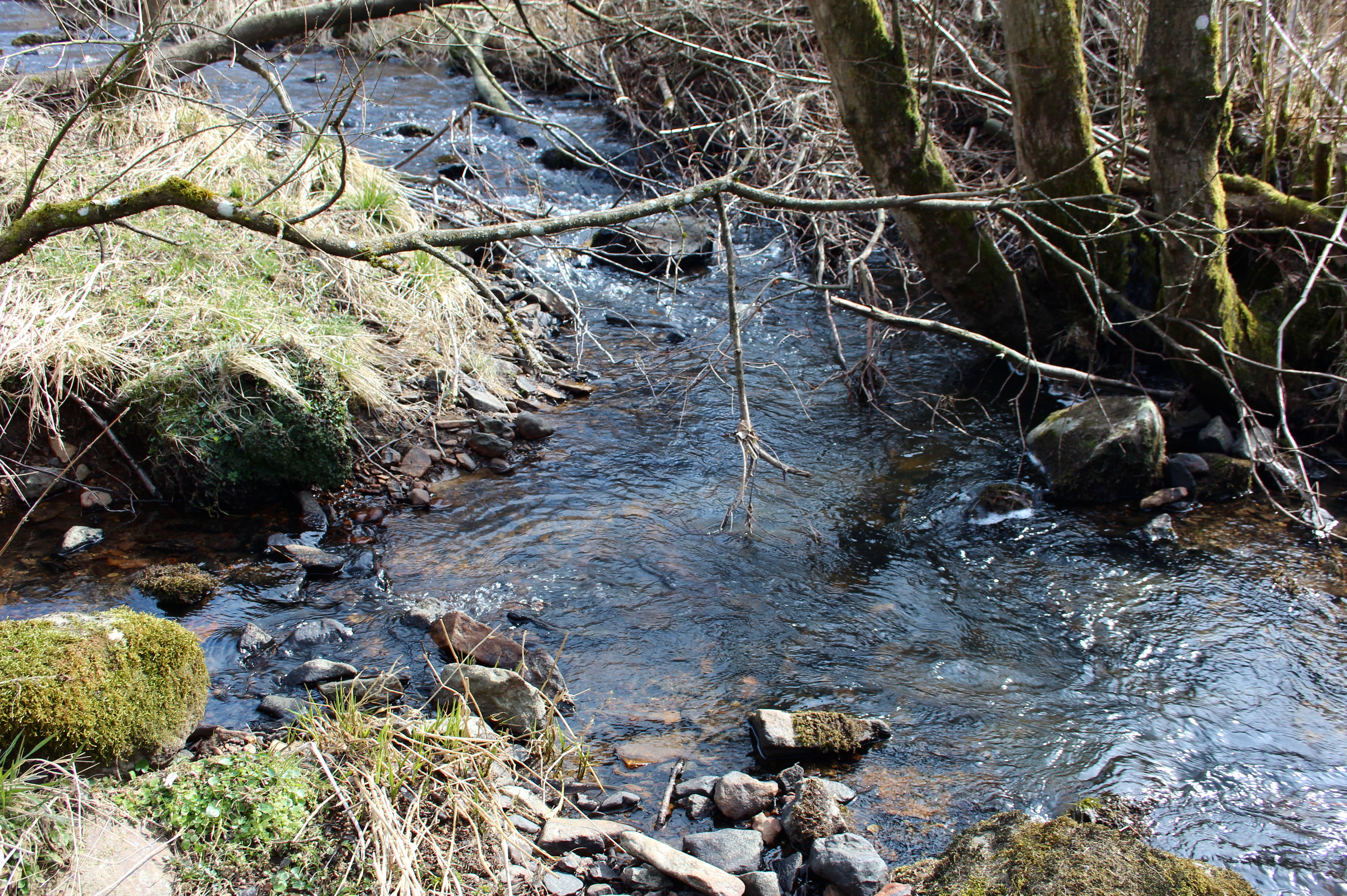
Der Zufluss der Grünen Nister (links) in die Kleine Nister